# Calle Fernández de Enciso
La calle Fernández de Enciso es una arteria vial de 1,7 km de la ciudad de Buenos Aires, Argentina.

## Características y recorrido
Es una calle de menor importancia de la ciudad, pero es extensa. Atraviesa toda la zona céntrica del barrio de Villa Devoto como una diagonal en dirección sudeste a noroeste, en contraste con la Avenida Lincoln que hace el recorrido opuesto.
Inicia su recorrido en la Avenida Francisco Beiró con sentido únicamente hacia el sudeste. A los pocos metros cruza la Avenida Segurola y más tarde su camino se ve interrumpido por la estación Devoto del Ferrocarril General San Martín, la cual se ubica en medio del camino. Pasa después por la Plaza Arenales en el centro del barrio, por la Estación Antonio Devoto del Ferrocarril General Urquiza y por una de las sedes de la Facultad de Agronomía de la Universidad de Buenos Aires, para cruzar luego la avenida San Martín y finalizar su trayecto en la avenida General Mosconi. Desde la Plaza Arenales hasta la calle Emilio Lamarca es de doble mano.

## Toponimia
Debe su nombre al geógrafo y conquistador español Martín Fernández de Enciso (1469-1533)

- Datos: Q108589918